# عباس گودرزی بروجردی
عباس گودرزی (زاده ۱۳۵۶ بروجرد) سیاستمدار اصولگرا و نماینده دوره‌های‌  دهم، یازدهم و دوازدهم مجلس شورای اسلامی از حوزه انتخابیه بروجرد در استان لرستان است.
وی در دوره دهم مجلس با کسب ۴۷٬۱۵۶ رای از مجموع ۱۰۳٬۸۲۹ رای معادل ۴۵٫۴۱٪ درصد آرا در دور دوم به مجلس راه پیدا کرد. گودرزی تحصیلات خود را در مقطع کارشناسی در رشته فیزیک گذارنده است. همچنین گودرزی مدرک کارشناسی ارشد خود را در رشته علوم سیاسی دریافت کرده و در حال حاضر دانشجوی دکترای مدیریت راهبردی می‌باشد. وی سابقه حضور در دوره سوم شورای اسلامی شهر بروجرد و همچنین مدیرکلی پشتیبانی سازمان میراث فرهنگی کل کشور و مدیر واحد فرهنگی دفتر نمایندگی ولی فقیه در دانشگاه اراک و سال‌ها تدریس درس فیزیک در دبیرستان را در کارنامه خود دارد. وی کاندیدای مورد حمایت اصولگرایان و جریان انقلابی در شهرستان بروجرد است. عباس گودرزی در مرحله اول دوره دهم ۲۸ هزار رای کسب کرده بود که با کسب ۴۷ هزار رای در مرحله دوم به مجلس راه یافت اما در انتخابات مجلس یازدهم با کسب ۴۹۱۷۰ رای در مرحله اول یعنی بیش از ۵۹ درصد آرای ماخوذه به‌عنوان نماینده اول بروجرد به مجلس راه یافت.

عباس گودرزی در انتخابات دوره دهم مجلس شورای اسلامی شهرستان بروجرد به جمع چهار نفر رسید و راهی دور دوم انتخابات شد . عباس گودرزی؛ علاالدین بروجردی ؛ هادی مقدسی؛ فاطمه مقصودی ۴ نفری بودن که به دور دوم انتخابات سال ۱۳۹۴ (دوره دهم) راه پیدا کردند در نهایت در اردیبهشت ماه سال ۱۳۹۵ حاج عباس گودرزی به عنوان نفر اول و منتخب اول راهی بهارستان شد.